# Die Blechtrommel (Film)
Die Blechtrommel ist die Verfilmung des gleichnamigen Romans von Günter Grass durch Volker Schlöndorff aus dem Jahr 1979. Er ist der erste der mittlerweile vier deutschen Filme, die als Bester fremdsprachiger Film mit einem Oscar ausgezeichnet wurden. Neben anderen Filmpreisen erhielt er auch die Goldene Palme in Cannes.

## Inhalt

### Zusammenfassung
1924 kommt in Danzig Oskar Matzerath zur Welt. Der intelligente, später frühreife Oskar hat schon als kleines Kind das Bedürfnis, seine Umwelt genau zu beobachten. Zu seinem dritten Geburtstag bekommt er eine Blechtrommel geschenkt. Oskar stellt nach einem Kellersturz sein Wachstum ein, um seiner Mission, damit gegen untragbare Verhältnisse anzutrommeln, noch bildhafteren Ausdruck zu verleihen. Versuche, ihm die Trommel wegzunehmen, beantwortet Oskar mit schrillem Schreien in hoher Tonlage. Auf seiner Blechtrommel, die in den polnischen Nationalfarben weiß und rot gehalten ist, und mit seiner Fähigkeit, durch sein Schreien sogar Glas zu zersingen, artikuliert Oskar seinen Protest, den er durch Unmoral und die Gräuel der Nationalsozialisten begründet sieht.

### Handlung
Im Herbst des Jahres 1899 sitzt Anna Bronski, Oskars Großmutter, am Rand eines Kartoffelackers. Unter ihrem Rock versteckt sie den Brandstifter Joseph Koljaiczek vor den preußischen Feldgendarmen. Neun Monate später bringt die nun mit Koljaiczek verheiratete Anna eine Tochter zur Welt, die sie Agnes tauft. Als junge Frau verliebt sich Agnes in ihren Cousin, den Polen Jan Bronski, heiratet jedoch den Deutschen Alfred Matzerath, ohne ihr Verhältnis mit Bronski zu beenden.
Von anderen Kindern hält sich Oskar eher fern. Als einige Nachbarskinder im Hinterhof lebende Frösche in kochendes Wasser werfen und mit Urin anreichern, wird er gezwungen, ein paar Löffel des widerlichen Gebräus zu schlucken. 
Jeden Donnerstag macht Agnes Matzerath, tatsächlich oder nur vorgeblich, Einkäufe in der Stadt und trifft sich danach zum Sex mit Bronski in einer Pension. Oskar wird währenddessen beim jüdischen Spielzeug- und Gemischtwarenhändler Sigismund Markus abgegeben, bei dem er eine neue Trommel bekommt, wenn die alte verschlissen ist. An einem dieser Donnerstage folgt Oskar seiner Mutter und steigt anschließend auf den Stockturm. Um seinem Unmut Luft zu machen, lässt er von dort aus die Fenster des Stadttheaters bersten. 
Bei einem Zirkusbesuch 1936 mit seinen Eltern freundet sich der noch immer 94 Zentimeter kleine Oskar nach Ende der Vorführung mit dem kleinwüchsigen Bebra, einem der Artisten, an. Bebra, der Oskars Fähigkeiten bewundert und als für einen Zirkus geeignet ansieht, lädt ihn ein, mit ihnen zu ziehen, doch Oskar möchte lieber in Danzig bleiben. 
Nachdem Alfred Matzerath in die NSDAP eingetreten war, versteckt sich Oskar bei einer NS-Massenveranstaltung unter dem Rednerpult. Er fängt an, einen Walzertakt zu trommeln, auf den die Musikkapelle einstimmt und die Menschen daraufhin zu tanzen beginnen. 
Am Karfreitag 1938 fährt die Familie nach Brösen. Dort beobachten sie, wie ein Stauer am Ufer der Ostsee einen Pferdekopf aus dem Wasser zieht, in dem sich einige Aale gesammelt haben. Voller Ekel wendet sich Agnes ab und erbricht sich. Alfred kauft ein Bündel Aale, die lebend in einen Sack kommen. Zu Hause bereitet Alfred Aal grün daraus zu. Die Arbeit seines Vaters, einen Aal mit dem Messer zu zertrennen, der wie die anderen noch Lebenszeichen von sich gibt, beobachtet Oskar wortlos und mit großen Augen. Diese reichen dabei kaum über die Tischkante, von der aus er den blutgetränkten Küchentisch aber gut beobachten kann. Beim Anblick des fertig zubereiteten Gerichts in eleganter Ess-Atmosphäre flüchtet Agnes ins Schlafzimmer und wirft sich schluchzend auf das Ehebett. Bronski geht zu ihr, greift Agnes unter den Rock, um sie zu befriedigen und zu beruhigen. Die Szene wird von Oskar beobachtet, der sich im Kleiderschrank des Schlafzimmers versteckt hatte. Nachdem Bronski und Agnes wieder ins Esszimmer gekommen waren, setzt sie sich schweigend an den Tisch und verspeist mit trotzigem Gesichtsausdruck das bereits erkaltete Aalgericht.
Agnes offenbart ihre von ihr selbst so empfundenen Sünden im Beichtstuhl. Währenddessen klettert Oskar auf eine Marienstatue und versucht nun, ihr Jesuskind zum Betätigen seiner Blechtrommel zu bringen. Da das Jesuskind stummt bleibt, übernimmt Oskar das Trommeln selbst, bis er vom herbeistürmenden Geistlichen verscheucht wird. 
Agnes beginnt jedweden Fisch zu verschlingen, nachdem sie, offenbar von Bronski, schwanger wurde. Agnes will das Kind aber nicht. Ihr Mann Alfred zeigt dafür kein Verständnis. Es sei doch egal, von wem das Kind ist. Wenige Wochen später stirbt Agnes an einer Fischvergiftung. Als Sigismund Markus auf ihrer Beerdigung auftaucht, wird er von nazitreuen Trauergästen vom Friedhof verjagt.
Im November 1938 verwüsten SA-Männer das Geschäft von Sigismund Markus, der seinem Leben daraufhin mit Gift selbst ein Ende setzt. Oskar, der nun kaum noch eine Ersatztrommel bekommen kann, fährt mit Bronski zu Kobyella, dem Hausmeister der polnischen Post, der die Trommel reparieren könnte. Als Bronski und Oskar das Gebäude betreten, wird Bronski zur Verteidigung des Postamts eingezogen. Oskar erspäht eine neue Blechtrommel, die auf dem obersten Brett eines Regales liegt, möchte sie herunterziehen. Gleichzeitig wird Kobyella von Granatsplittern getroffen. Durch die Detonation fällt die Trommel vom einstürzenden Regal und rollt direkt vor Oskars Füße. Das Gebäude wird von den deutschen Angreifern eingenommen, Bronski und weitere Verteidiger werden erschossen.
Da Oskar für die Bedienung der Kundschaft im Kolonialwarenladen seines Vaters nicht geeignet ist, stellt Alfred die Nachbarstochter Maria Truczinski ein. Bei einem ihrer Bade-Ausflüge an die Ostsee schüttet Maria etwas Brausepulver in ihre Hand und vermischt es mit Oskars Speichel. Anschließend leckt sie die aufschäumende Mischung auf. Als Alfred eines Abends zum Feiern der deutschen Kriegserfolge und seiner Beförderung zum Zellenleiter ausgeht, darf Oskar mit in Marias Zimmer übernachten. Die beiden schlafen im selben Bett und wiederholen das Spiel mit dem Brausepulver. Oskar leckt Maria auch welches aus ihrem Bauchnabel, woraufhin es zum Sex zwischen den beiden kommt. 
Eines Tages überrascht Oskar Maria in flagranti mit seinem Vater. Als Maria schwanger wird, glaubt Oskar, dass das Kind von ihm ist. Alfred und Maria heiraten, die 1941 einen Jungen zur Welt bringt, der den Namen Kurt bekommt.
Oskar lässt sich mit Lina Greff ein, deren Mann sich nach der Aufdeckung seiner Affären mit Hitlerjungen das Leben nahm. Oskar trifft wieder auf Bebra, der inzwischen mit seiner Artistentruppe im Dienst des Reichspropagandaministeriums steht. Bebra stellt Oskar die ebenfalls kleinwüchsige Roswitha Raguna vor. Dieses Mal schließt er sich an und fährt mit dem Zirkus 1944 mit nach Frankreich. Bei einem Angriff der Alliierten wird Roswitha durch eine Granate getötet. Oskar verlässt den Zirkus und fährt zurück nach Danzig. Kurt erhält nun zu seinem dritten Geburtstag von Oskar eine Blechtrommel, die er ihm noch vor seiner Tour nach Frankreich versprochen hatte.
Im Frühjahr 1945 stoßen Soldaten der Roten Armee nach Danzig vor. Bei einem ihrer Angriffe versuchen Alfred, Maria, Oskar, Kurt und Lina Greff noch vergeblich, sich zu verstecken. Drei der feindlichen Soldaten vergewaltigen Lina. Alfred muss befürchten, durch sein Parteiabzeichen enttarnt zu werden. Oskar versucht noch, seinem Vater zu helfen, der aber keinen anderen Ausweg mehr sieht, als sein nicht mehr zu verbergendes Parteiabzeichen zu verschlucken. Die spitze Anstecknadel des Abzeichens bleibt Alfred dabei im Halse stecken. Als er sich unter Schmerzen windet, wird er erschossen.
Der Kolonialwarenladen der Mazeraths wird Herrn Fajngold nach der NS-Kapitulation zugesprochen, dessen Frau und sechs Kinder in Treblinka ermordet wurden. Im Keller des Ladens stolpert Faingold über den abgedeckten Leichnam Alfreds, dem von ihm und seinen Begleitern ein Sarg aus Lebensmittelkisten gezimmert wird. Während des Begräbnisses seines Vaters wirft Oskar seine Trommel in das offene Grab. In diesem Augenblick wird Oskar von einem Stein am Hinterkopf getroffen, den Kurt geworfen hatte, und stürzt in das Grab. Oskar wird aber nur ohnmächtig. Seine Trommel lässt er im Grab zurück. Im Alter von nun 21 Jahren setzt Oskars Wachstum wieder ein. 
Nach Kriegsende 1945 zieht Maria mit Oskar und Kurt zu ihrer Schwester ins Rheinland. Die Frau Fajngolds wollte sie nicht werden, der ihr dies angeboten hatte, um einer möglichen Vertreibung zu entgehen. In der letzten Szene geht die Reise mit dem Zug in eine ungewisse Zukunft. Oskars Großmutter bleibt in der Heimat zurück. Neben den Bahngleisen ist wieder eine Frau, die nun alte Anna Koljaiczek, auf einem Kartoffelacker zu sehen.

## Hintergrund

### Vergleich mit der Romanvorlage
Schlöndorff nahm nur das erste und zweite von drei Büchern des Romans in den Film auf. Dadurch ersparte sich Schlöndorff jedoch viele Rückblenden und Sprünge in der Handlungsebene, wodurch der Erzählfluss im Film gelitten und der Film-Oskar dadurch im Vergleich zum Oskar aus dem Buch auch einiges an Charaktervielfalt verloren habe. Schlöndorff entschied sich für oft ans Groteske reichende Szenen. Bildhafte Szenen, für die der Roman bekannt ist, werden im Film entsprechend dargestellt: wie mit einem Pferdekopf Aale gefangen werden, bei deren Anblick Agnes erbrechen muss, wie Oskar mit einer Christusfigur in der Kirche spricht oder wie Alfred Matzerath das NSDAP-Parteiabzeichen verschluckt und indirekt daran stirbt. David Bennent lehnte es ab, an einem zweiten Teil des Films mitzuwirken.

### Kontroverse
1997 war der Film Gegenstand eines Gerichtsprozesses in Oklahoma in den Vereinigten Staaten. Ein Richter, dessen Tochter die Videokassette aus der Schule mitbrachte, sah sich den Film an und machte ihm den Vorwurf der „Kinderpornographie“. Der klagende Richter nahm Anstoß an der Szene, in der sich Katharina Thalbach und David Bennent in einer Umkleidekabine am Strand zum Schwimmen umziehen. Angeblich habe an dieser Stelle ein „11-Jähriger Oralsex mit einer erwachsenen Schauspielerin“. In der letzten Instanz wurde das Verbot des Films mit der Begründung aufgehoben, die Gesetze würden zwar Material verbieten, in dem sich Minderjährige sexuell betätigen, davon aber jene Materialien ausnehmen, die zum einen „nicht vorwiegend auf Erregung sexueller Gelüste ausgerichtet“ und zum anderen „echte Kunstwerke“ seien. Im kanadischen Ontario wurde der Film mit der Begründung der „Darstellung minderjähriger Sexualität“ dagegen verboten.

## Kritik
„Schlöndorffs brillant inszenierte, weitgehend werktreue Verfilmung des Romans von Günter Grass. Eine opulente Bestseller-Verfilmung voller sinnlicher Kraft.“

„Mit großem Aufwand und Staraufgebot betriebene Verfilmung des Romans von Günter Grass. (Wertung: 3 von 4 möglichen Sternen – sehr gut)“

## Rezeption/Aufführungsverbot in China 2013
2013 konnte Die Blechtrommel auf dem ersten Festival des deutschen Films in Peking ohne Angabe von Gründen nicht in den öffentlichen Kinos gezeigt werden, lief aber in einer deutschen Schule. Seit Anfang der 1980er Jahre ist der Film in China verboten.

## Auszeichnungen
- 1979
  - Goldene Palme der Filmfestspiele von Cannes 1979 für den besten Film
  - Deutscher Filmpreis: Bester Spielfilm (Goldene Schale)
  - Jupiter (Kategorie: Bester Film)
- 1980
  - Oscar in der Kategorie Bester fremdsprachiger Film
  - Bodil Award in der Kategorie Bester europäischer Film
  - Goldene Leinwand
  - Preis des National Board of Review in der Kategorie Bester fremdsprachiger Film
  - Nominiert für den César in der Kategorie Bester fremdsprachiger Film
- 1982
  - Japanese Academy Award: Bester ausländischer Film

## Fassungen
- Die Kinofassung (24 fps) aus dem Jahr 1979 hatte eine Laufzeit von ca. 142 Minuten.
- Die aus dem Jahr 2001 stammende Kinowelt-DVD (25 fps) hat ohne Abspann eine Laufzeit von 133 Minuten 44 Sekunden (135 Min. 47  Sek. mit Abspann), Bei der DVD handelt es sich wahrscheinlich um die Kinofassung. Für das Master der DVD wurde unter Aufsicht von Volker Schlöndorff direkt vom Originalnegativ abgetastet.[7] Eine Umrechnung der DVD-Laufzeit (mit Abspann) von 25 fps auf die 24 fps der Kinoauswertung ergibt eine Laufzeit von ca. 142 Minuten.
- Die ARD-Ausstrahlung (25 fps) vom 2. April 2006 hatte eine andere Schnittfassung und ohne Abspann eine Laufzeit von 137 Minuten 5 Sekunden (139 Minuten 4 Sekunden mit Abspann).[8] Woher die ARD-Fassung stammt, ist bisher unbekannt.
- Am 15. Juli 2010 veröffentlichte Kinowelt einen neuen, ca. 20 Minuten längeren „Director’s Cut“.[9] Die DVD (25 fps) hat eine Laufzeit von 156 Minuten, [10] die Blu-ray (24 fps) von ca. 163 Minuten. Das zusätzliche Material wurde nachsynchronisiert.[11]
- 1998 erstellte Arte eine Fernsehfassung mit akustischer Bildbeschreibung, gesprochen von Christel Körner.[12]
- Zum 40. Oscar-Jubiläum wurde der Film in 4K restauriert.

## Sonstiges

### Kinostart
Der Kinostart der Blechtrommel in der Bundesrepublik Deutschland war am 3. Mai 1979. Im Fernsehen der Bundesrepublik war der Film erstmals am 1. Mai 1984 im Ersten Deutschen Fernsehen zu sehen.

### Sonderanfertigung der Blechtrommel
Für die im Film verwendete rot-weiße Blechtrommel beauftragte Volker Schlöndorff den Musiker und Musikinstrumentenbauer Bernhard Kolberg. Bei der Trommel handelt es sich um eine eigens entwickelte Sonderanfertigung. Kolberg fertigte mehrere Exemplare als Requisiten an. Jeweils ein Exemplar befindet sich im Filmmuseum Frankfurt und im Filmmuseum Düsseldorf. Eine dritte Original-Blechtrommel ist, laut Bernhard Kolberg, in Volker Schlöndorffs Privatbesitz. 
Eine Abstraktion dieser rot-weißen Blechtrommel ist heute Bestandteil des Firmenlogos von Kolberg Percussion.